# Tempo meteorologico spaziale

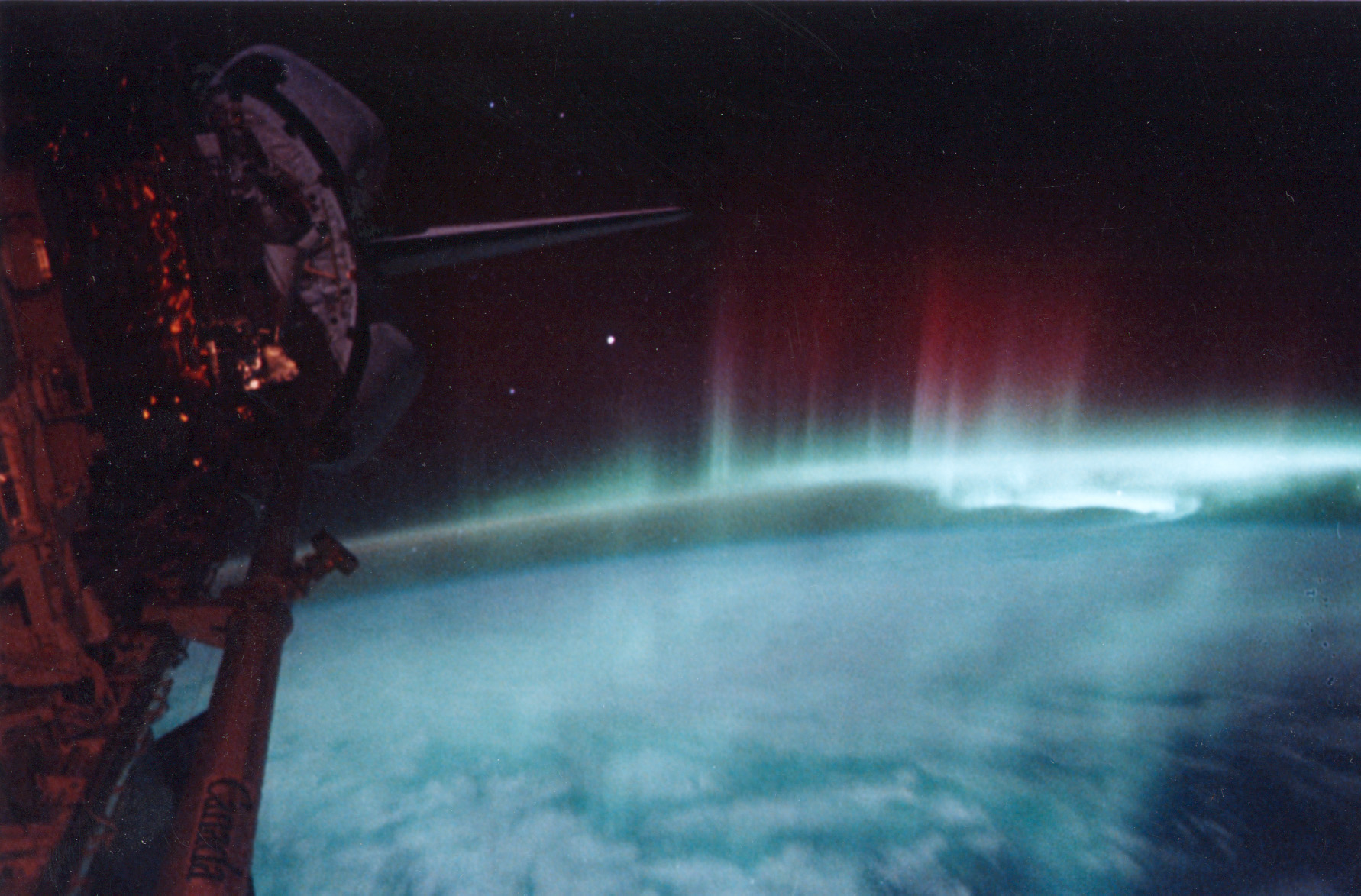
Aurora australe osservata dallo Space Shuttle Discovery nel maggio 1991

Il tempo meteorologico spaziale è un concetto proprio della meteorologia spaziale che comprende il cambio delle condizioni ambientali nello spazio astronomico esterno all'atmosfera terrestre; si distingue dunque dal tempo meteorologico di un'atmosfera planetaria ed è legata ai fenomeni che comprendono il plasma, i campi magnetici, le radiazioni e altra materia nello spazio vicino alla Terra, ma anche nello spazio interplanetario e talvolta nello spazio interstellare.

## Descrizione

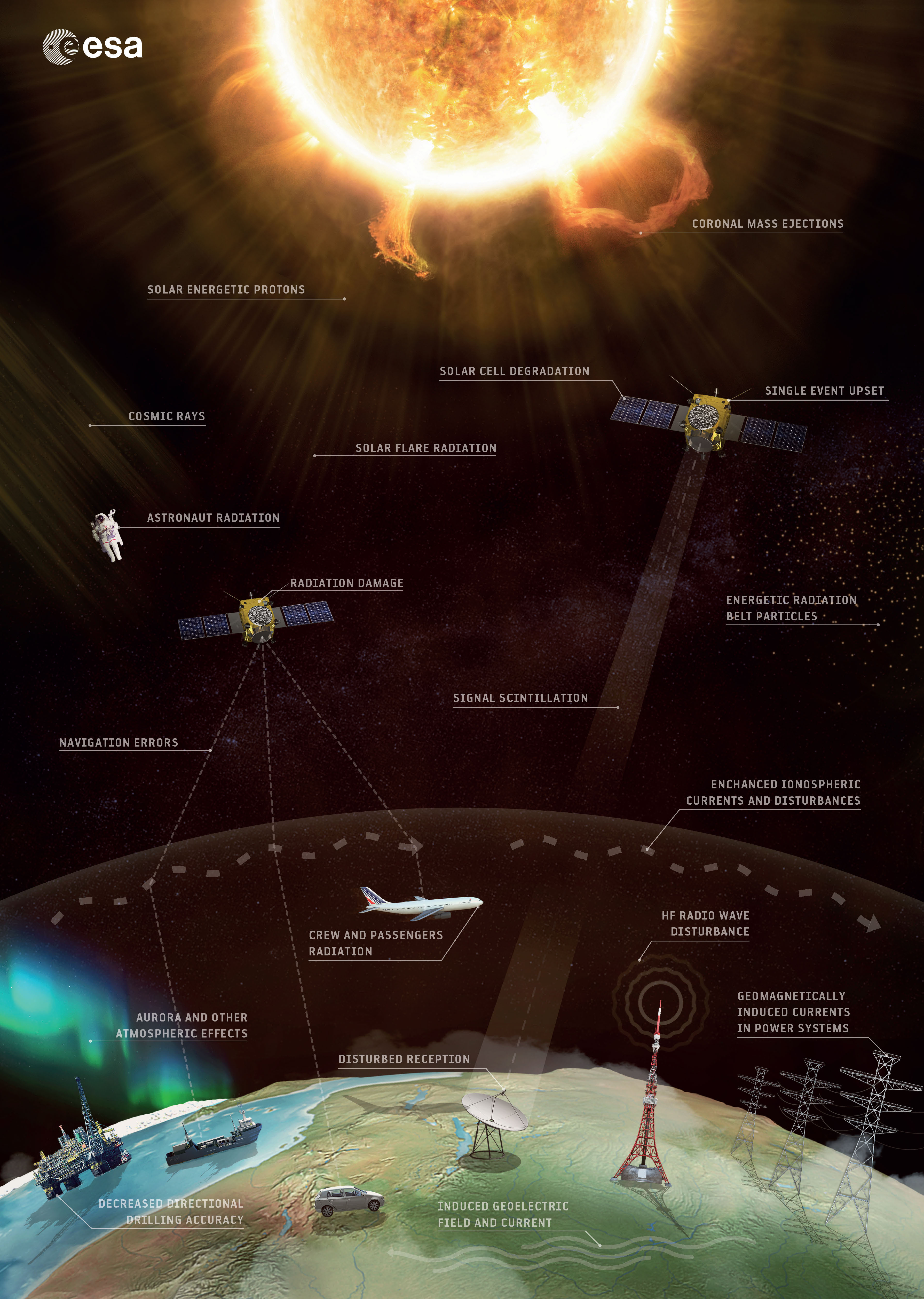

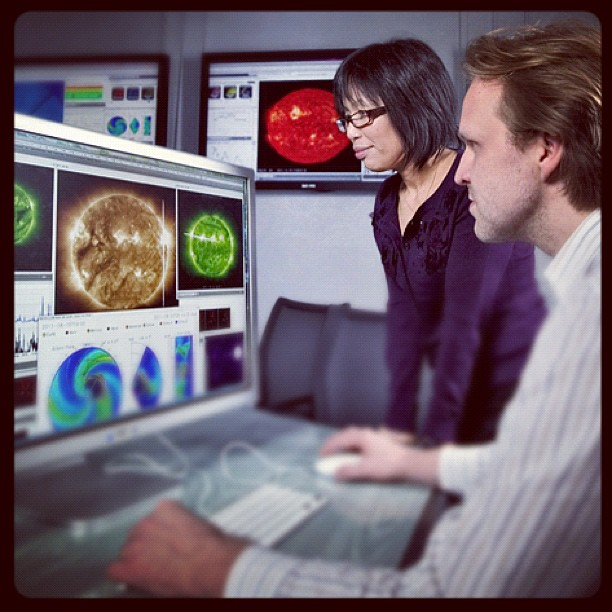

Descrive dunque le condizioni nello spazio che influenzano la Terra e il suo sistema tecnologico; il nostro tempo meteorologico spaziale è la conseguenza del comportamento del Sole, della natura del campo magnetico terrestre e della nostra posizione all'interno del sistema solare.
Nel nostro sistema solare il tempo meteorologico spaziale è notevolmente influenzato dalla velocità e dalla densità del vento solare e dal campo magnetico interplanetario, portato dal plasma del vento solare. Una varietà di fenomeni fisici sono associati con il tempo meteorologico spaziale, fra cui le tempeste magnetiche e le sottotempeste, l'energizzazione delle fasce di Van Allen, le perturbazioni ionosferiche, le aurore polari e le correnti geomagneticamente indotte sulla superficie terrestre. Anche le espulsioni di massa coronali e le onde d'urto a esse associate sono importanti guide del tempo meteorologico spaziale, poiché possono comprimere la magnetosfera e provocare tempeste geomagnetiche. Le particelle energetiche solari, accelerate dalle espulsioni di massa coronali o dai brillamenti solari sono anch'esse influenti, in quanto possono danneggiare la strumentazione elettronica a bordo delle sonde spaziali e mettere a rischio la vita degli astronauti.
Il tempo meteorologico spaziale esercita un'influenza profonda in molti ambiti dello sviluppo dell'esplorazione spaziale. Il cambiamento delle condizioni geomagnetiche possono indurre a loro volta delle modifiche nella densità atmosferica, causando il deterioramento delle sonde poste a un'orbita terrestre bassa. Le tempeste geomagnetiche causate dall'attività solare possono anche potenzialmente danneggiare i sensori a bordo delle sonde o interferire con l'elettronica di bordo. Una buona comprensione delle condizioni ambientali dello spazio è importante anche per progettare delle protezioni per la vita a bordo delle sonde con equipaggio. C'è pure la possibilità che le tempeste geomagnetiche possano esporre le sonde atmosferiche che si trovano ad alte latitudini ad un forte aumento di radiazioni.

### Satelliti per l'osservazione del tempo spaziale
Dal 1995 la cooperazione tra NASA-ESA (rispettivamente enti spaziali statunitense ed europeo) ha messo in orbita la sonda SOHO con lo scopo di studiare l'attività solare, fornendo la principale fonte di dati in tempo reale per le previsioni del tempo spaziali. Si è unito alla sonda NASA lanciata nel 1998 Advanced Composition Explorer (ACE), che trasporta un rilevatore del tempo dello spazio per la trasmissione continua dei dati in siti relativi all'ambiente dello spazio. SOHO e ACE sono collocati nei pressi del punto L1 di Lagrange, situato all'1% della distanza Terra-Sole vicino al nostro pianeta, dove si può misurare il vento solare e i campi magnetici circa un'ora prima che giungano sulla Terra. Più recentemente il lancio della progetto NASA-ESA Solar-Terrestrial Relations Observatory (STEREO) ha aggiunto un insieme di dati che coprono le regioni tra il Sole e la Terra con immagini stereografice. Le due navicelle STEREO scivolano rispetto alla Terra di 22 gradi per anno, una avvicinandosi, l'altra allontanandosi.